# Arthur Bartels
Arthur Bartels, né le 12 octobre 1971 à Tübingen, est un mathématicien allemand.

## Biographie
Bartels obtient en 1999 un doctorat à l'Université de Californie à San Diego avec le sujet "Link homotopy in codimension 2". Il devient post-doctorant à l'Université de Münster, et obtient une habilitation à diriger des recherches en 2005. En 2007, il est nommé Lecturer à l'Imperial College de Londres et, en 2008, Professeur à l'Université de Münster.
Bartels est spécialiste en topologie.
Il est lauréat du prix von-Kaven en 2008. Il est invité au Congrès international des mathématiciens à Rio de Janeiro en 2018 (K-theory and actions on Euclidean retracts).